# Carme Ballester
Pour les articles homonymes, voir Ballester.
Carme Ballester i Llasat (Barcelone, 27 avril 1900 - Boulogne-Billancourt, 7 mars 1972) est une militante du parti politique État catalan et résistante de la Seconde Guerre mondiale. En tant que deuxième épouse du président de la Généralité de la Catalogne, Lluís Companys, elle s'exile en France durant la guerre d'Espagne. 
Après l'exécution de son mari à Barcelone par le régime de Franco en 1940, elle rejoint la Résistance en France où elle participe notamment à la cache de citoyens juifs durant l'occupation du régime de Vichy.

## Biographie
Durant la République espagnole, elle est membre du parti politique État catalan. Militante des droits des femmes, elle devient la porte-parole de la section féminine du parti. 
Elle épouse en 1936 l'homme politique Lluís Companys, alors président de la généralité de Catalogne. 
Elle s'exile à Paris pendant la guerre d'Espagne, en avril 1938, pour être près de son beau-fils, Lluís Companys i Micó, interné alors dans un hôpital psychiatrique à Viry-Châtillon, près de Paris.
Son mari est arrêté en France, à La Baule-les-Pins, par la Gestapo, puis livré aux nationalistes espagnols et exécuté par le régime franquiste au Fossar de la Pedrera, à Montjuïc (Barcelone).  
Alors exilée à Paris durant cette période, elle rejoint la Résistance française et cache des citoyens juifs. 
Elle meurt en exil en 1972, en France, à l'hôpital Ambroise-Paré de Boulogne-Billancourt, après avoir obtenu une pension de veuve en tant que victime du nazisme.

## Postérité
- Sa sépulture est située dans le cimetière de Montjuïc, à Barcelone. En 1998, sa dépouille est inhumée officiellement avec celle de son beau-fils, Lluís Companys i Micó, lors d'une cérémonie présidée par Jordi Pujol[11].